# Antonella Ruggiero (album)
Antonella Ruggiero è un disco omonimo della cantante Antonella Ruggiero, pubblicato nel 2003.
È il ritorno alla musica pop della Ruggiero, dopo aver per qualche tempo, percorso le strade della musica classica e sacra.
Un ritorno al pop, che viene presentato al pubblico attraverso il singolo "Di un amore", presente al Festival di Sanremo 2003, un brano scritto da Antonella insieme a Tony Volpe (ex Balkan Air). È un pezzo dalle atmosfere rarefatte e con un arrangimento molto moderno.
Nel disco è presente anche la canzone "L'Aviatrice" dedicata ad Amelia Earhart, la prima donna aviatrice ad aver attraversato l'Oceano Pacifico in aeroplano.
Gli arrangiamenti del disco, ricordano molto le sonorità anni settanta, grazie all'uso dell'elettronica. Un disco che privilegia per una volta l'easy style.

## Tracce
1. Il Bravo Giardiniere (Paolo Milzani, Antonella Ruggiero)
2. Il Serraglio (Paolo Milzani, Antonella Ruggiero, Silvio Pozzoli)
3. Di Un Amore (Antonella Ruggiero, Vitantonio Volpe)
4. E Ti Ritrovo (Paolo Milzani, Lanfranco Ferrario, Massimo Grilli)
5. Idea Gentile (Lanfranco Ferrario, Massimo Grilli)
6. E Direi Che Non C'è (Paolo Milzani, Antonella Ruggiero, Lanfranco Ferrario, Massimo Grilli)
7. L'essenzialità (Paolo Milzani, Antonella Ruggiero, Lanfranco Ferrario, Massimo Grilli)
8. L'orologio Precisissimo (Riccardo Bonfadini)
9. Abbracciami' (Paolo Milzani, Antonella Ruggiero, Lanfranco Ferrario, Massimo Grilli)
10. L'aviatrice (Paolo Milzani, Antonella Ruggiero, Silvio Pozzoli)
11. Nel Silenzio Che C'è (Paolo Milzani, Antonella Ruggiero, Lanfranco Ferrario, Massimo Grilli)
12. Cose Per Bambini (Francesca Betti, Paolo Milzani)

## Formazione
- Antonella Ruggiero - voce
- Domenico Di Gregorio - fisarmonica
- Ivan Ciccarelli - batteria, percussioni
- Roberto Colombo - organo Hammond, sintetizzatore
- Sandro Di Paolo - viola
- Alessandra Zago - viola
- Daniele Zironi - viola
- Anton Berovsky - violino
- Alessandro Bonetti - violino
- Giorgio Bovina - violino
- Carlo Cantini - violino, arrangiamento archi
- Simona Cazzullani - violino
- Mariana Finarelli - violoncello
- Enrico Guerzoni - violoncello
- Rudy Trevisi - clarinetto

## Classifiche
| Paese  | Posizione raggiunta |
| ------ | ------------------- |
| Italia | 28                  |